# Розоцвіті
Розоцвіті (Rosales) — порядок квіткових рослин, що складається з дев'яти родин. Ці дев'ять родин (див. таксономічну картку), як показано за допомогою генетичного аналізу, який провела Група філогенії покритонасінних (APG), генетично пов'язані одна з одною. Порядок космополітичний і містить понад 8000 видів сучасних рослин (1,9% різноманіття евдикотів). В Україні аборигенно зростають представники 6 родин: коноплеві, маслинкові, жостерові, трояндові, в'язові, кропивові.
У минулому, Urticales (Urticaceae, Moraceae тощо) не відносили до Rosales (наприклад, у системі Кронквіста це окремий порядок), значною мірою через дуже зменшені квітки Urticales, які запилюються вітром.
Відомі члени Rosales включають: троянди, полуницю, малину, яблуні, груші, сливи, персики, абрикоси, мигдаль, горобину, глід, в'язи, фігові дерева, кропиву, хміль і коноплі.
Розоцвіті відокремилися приблизно 89-88 млн років тому, розбіжність групи починається приблизно 76 млн років тому. Розоцвіті містять приблизно 1,9% з видів Евдикотів, скам'янілості відомі починаючи з Середнього Еоцену, приблизно 44 млн років тому. Вельми різноманітні гусениці метеликів — особливо «основних» груп і Lycaeninae.
Коріння Rosaceae звичайно мають подвійну симетрію, але інколи також потрійну, дані про більшість інших родин недостатні, хоча здається у Ulmaceae коріння також мають подвійну симетрію. Як мінімум Rosaceae, Rhamnaceae, Elaeagnaceae і Ulmaceae може бути мікоризовими. Пластиди клітин флоеми (провідної тканини) не мають крохмалю і у більшості видів — також білків (крім деяких паразитичних видів). Інші характеристики: інфекція бактерій роду Frankia через міжклітинне проникнення, призматичні кристали в променевих клітинах, (окрім Barbeyaceae, Elaeagnaceae), клітини флоеми з білковими тілами, наявність слизових клітин, зубчатий край листка, цимозні суцвіття, наявність гіпатіума, виробляють нектар.